# Pseudothalera simpliciaria
Pseudothalera simpliciaria är en fjärilsart som beskrevs av John Henry Leech 1897. Pseudothalera simpliciaria ingår i släktet Pseudothalera och familjen mätare. Inga underarter finns listade.